# Distrito Especial de Bogotá
El Distrito Especial de Bogotá, o Bogotá D. E., fue un ente jurídico territorial colombiano, creado por el Decreto Legislativo 3640 del 17 de diciembre de 1954, aprobado por el presidente Gustavo Rojas Pinilla, anexando a la ciudad propiamente dicha los municipios cundinamarqueses de Engativá, Fontibón, Suba, Usme, Usaquén y Bosa, así como parte de la Colonia Agrícola de Sumapaz. Dichas localidades conservaron parte de su otrora autonomía, hasta que en los años siguientes nacieron las alcaldías menores dentro de la parte urbana (algunas de ellas, segregadas de la mayoría de las municipalidades incorporadas), a fin de garantizar cierto orden al territorio distrital.
Con la aprobación de la constitución política de Colombia en 1991, el Distrito Especial se convirtió en Distrito Capital y a su vez las alcaldías menores se transformaron en localidades de la capital.

## Historia
La idea de Bogotá como distrito contenedor de la capital nacional ha sido objeto de debate desde el siglo XIX, especialmente desde la conformación de la Gran Colombia, momento en el cual se preveía que la ciudad debería tener un orden territorial distinto al de las demás del país.
El primer distrito creado en Colombia con este fin fue el Distrito Federal de Bogotá, creado en pleno auge radical federalista. Si bien dicha entidad existió pocos años (1861-1864) fue un precedente importante para el territorio que más tarde se vendría a configurar como distrito.
En 1905 se reorganizó completamente la división territorial de Colombia y por medio de la ley número 17 del 11 de abril se creó nuevamente el distrito con nombre Distrito Capital de Bogotá, cuya máxima autoridad sería un gobernador (como en los departamentos). La misma ley establecía que la capitalidad de Cundinamarca debía trasladarse a otra municipalidad. Como tal división fue derogada en 1910, el distrito dejó de existir ese mismo año y Bogotá volvió a ser municipio de Cundinamarca.
En 1945 se planteó un régimen especial para la capital del país. Finalmente el 17 de diciembre de 1954 se expidió el decreto 3640 por medio del cual se organizó el municipio de Bogotá como Distrito Especial y por medio de la Ordenanza Número 7 del Concejo Administrativo de Cundinamarca se le anexaron los municipios aledaños de Engativá, Fontibón, Suba, Usme, Usaquén y Bosa. El territorio de Sumapaz fue anexado en 1955, dando así la configuración final del distrito.
El régimen administrativo del Distrito Especial vino a darse a través de las distintas reformas a la constitución de 1945, 1968 y 1986. De tal modo, la de 1945 planteó la separación administrativa mas no territorial de Bogotá de Cundinamarca; la de 1968 clarificó la situación fiscal existente entre Bogotá y el departamento de Cundinamarca, del cual todavía era capital y dependía en lo jurídico y fiscal. La de 1986 contempló la elección popular de los alcaldes y se autorizaron las consultas populares para decidir asuntos de interés local.

Distrito Especial de Bogotá en 1954, con sus respectivas alcaldías menores.
Municipio de Bosa en 1940.
Municipio de Fontibón en 1940.
Municipio de Suba en 1940.
Municipio de Usaquén en 1940.
Municipio de Engativá en 1940.

## Fechas importantes
- 1959: se inaugura el Aeropuerto Internacional El Dorado.
- 31 de diciembre de 1978: el grupo guerrillero M-19 se tomó la base militar de Cantón Norte (Usaquén), robándose el arsenal militar que tenía allí.
- 13 de marzo de 1988: primera elección por voto popular del Alcalde de Bogotá; ganó Andrés Pastrana Arango.

## Alcaldes (1954-1991)
El alcalde en su momento fue designado directamente por el Presidente de la República. Desde 1988, fue elegido por voto popular, para periodos de dos años.
| Alcalde                    | Periodo                                 |
| -------------------------- | --------------------------------------- |
| Roberto Salazar Gómez      | septiembre de 1954 - septiembre de 1955 |
| Andrés Rodríguez Gómez     | septiembre de 1955 - mayo de 1957       |
| Fernando Mazuera Villegas  | junio de 1957 - octubre de 1958         |
| Juan Pablo Llinás          | octubre de 1958 - agosto de 1961        |
| Jorge Gaitán Cortés        | agosto de 1961 - agosto de 1966         |
| Virgilio Barco Vargas      | agosto de 1966 - septiembre de 1969     |
| Emilio Urrea Delgado       | septiembre de 1969 - agosto de 1970     |
| Carlos Albán Holguín       | agosto de 1970 - abril de 1973          |
| Aníbal Fernández de Soto   | abril de 1973 - agosto de 1974          |
| Alfonso Palacio Rudas      | agosto de 1974 - septiembre de 1975     |
| Luis Prieto Ocampo         | septiembre de 1975 - diciembre de 1976  |
| Bernardo Gaitán Mahecha    | diciembre de 1976 - agosto de 1978      |
| Hernando Durán Dussán      | agosto de 1978 - agosto de 1982         |
| Augusto Ramírez Ocampo     | agosto de 1982 - julio de 1984          |
| Hisnardo Ardila Díaz       | julio de 1984 - diciembre de 1984       |
| Diego Pardo Koppel         | diciembre de 1984 - enero de 1985       |
| Hisnardo Ardila Díaz       | febrero de 1985 - julio de 1985         |
| Rafael de Zubiría          | julio de 1985 - agosto de 1986          |
| Julio César Sánchez        | agosto de 1986 - junio de 1988          |
| Andrés Pastrana            | junio de 1988 - mayo de 1990            |
| Juan Martín Caicedo Ferrer | junio de 1990 - julio de 1991           |